# 風間信彥
風間信彥（日语：／ Kazama Nobuhiko，1958年7月18日—），日本男性配音員、旁白。出身於長野縣。青二Production所屬。身高167cm。

## 人物
曾隸屬於西村事務所、仕事。
他曾為多部動畫負責配音，也有擔任旁白、舞台表演的經驗，是一位多才多藝的演員。
資格：全日本滑雪聯盟1級。

## 演出
粗體字表示主要角色。

### 電視動畫
1993年
- GS美神（骸骨武者、記者）
- 灌籃高手（1993年—1996年，花形透、夏目博志、鶴見精二、鶴見啓二、龍、結城、中村 等）
- 龍虎之拳（警官）
- 美少女戰士R（1993年—1996年，主持人、青年、牙醫人偶、嗶哩嗶哩野郎、修剪器）4系列

1994年
- 足球風雲（男學生、漢斯·庫格、矢野利己、西崎、經理、高木）
- 銀河戰國群雄傳（法權）
- 劍勇傳說YAIBA（米卡茲基）
- 真拳傳說（日语：真拳伝説タイトロード）（奇斯·布蘭多）
- 橘子醬男孩（後藤、今井、警官）

1995年
- 世界名作童話系列 Wao！童話王國（日语：世界名作童話シリーズ ワ〜ォ!メルヘン王国）（威爾、黨羽、爸爸）
- 空想科學世界（木匠、飛機頭男子）
- 近所物語（體育老師）
- 奇天烈大百科（上野）
- 七龍珠Z（來福槍男子）

1996年
- 蠟筆小新（竹之塚）
- 鬼太郎 (第4作)（1996年—1998年，銀八、直也的父親、次郎、友松、原田、遠山、貝南加蘭 等）
- 七龍珠GT（多碼、部下）
- 幸運騎士L（日语：フォーチュン・クエストL）（艾布斯的部下、士兵）

1997年
- 中華一番！（1997年—1998年，不良A、料理人A、黑暗料理人、黃大人）
- 超魔神英雄傳（村民）
- 新怪博士與機器娃娃（1997年—1999年，嘎拉、羅德里奎茲、時間君、啪噠啪噠山、月亮、豬君、布魯將軍 等）

1998年
- 失落的宇宙（保全、所員A、手下A、警官、男 等）
- 吉本無知子物語（日语：ヨシモトムチッ子物語）（天牛加藤）

1999年
- ONE PIECE（海賊D）

2001年
- 銀河俠盜JING
- 第一神拳（青木的對手）

2004年
- 混沌武士（隆）

2005年
- BLEACH（桑田怜恩）

2017年
- 哆啦A夢 (水田山葵版)（旁白）

2018年
- 魔法律事務所（老試驗官）

### 電影動畫
1993年
- 深海的童話（日语：遠い海から来たCOO）（薩姆）

1994年
- 劇場版 GS美神（電視播報員）
- 灌籃高手：稱霸全國！櫻木花道（日语：スラムダンク 全国制覇だ! 桜木花道）（夏目博志[7]）

1995年
- 灌籃高手：湘北最大的危機！燃起鬥志的櫻木花道（日语：スラムダンク 湘北最大の危機! 燃えろ桜木花道）（鶴見兄弟[8]）
- 七龍珠Z：龍拳爆發!! 悟空捨我其誰（日语：ドラゴンボールZ 龍拳爆発!!悟空がやらねば誰がやる）（強盗）
- 美少女戰士SuperS：夢想的黑洞（巴納奴）
- 劇場版 橘子醬男孩（管理者）

1996年
- 喀喀喀的鬼太郎：大海獸（員工A）

### OVA
1991年
- 含羞草（黑幫C）

1992年
- 機神兵團（日语：機神兵団）（上村）

1993年
- 湘南爆走族（德竹俊二）
- 超時空世紀02（吉羅法、騎兵、扎弗倫使者、機師、衛兵）

1994年
- 誕生 ～Debut～（日语：誕生 〜Debut〜）（經理）

1996年
- BURN-UP W（豺頭）
- 聖火降魔錄 紋章之謎

1999年
- 銀河少女警察 The Animation（監獄設施操作人員）

### 遊戲
1992年
- Schwarzschild II（日语：シュヴァルツシルト (ゲーム)）（法比歐斯）

1993年
- 閃耀的御宅星座 IN ANOTHER WORLD（日语：おたくの星座）（那加）

1994年
- 羅德斯島戰記II（亞爾德·諾伯）

1995年
- SUPER SLAMS -FROM TV ANIMATION SLAM DUNK-（花形透）[注 1]
- 兵蜂呀呼！在不可思議的國家大受歡迎！（日语：ツインビーヤッホー! ふしぎの国で大あばれ!!）（胡言亂語大公爵、默斯格琳少校）
- TV Animation 灌籃高手2 IH預賽完全版!!（日语：テレビアニメ スラムダンク2 IH予選完全版!!）（花形透）[注 2]

1997年
- 龍騎士4（洛伊頓）

1998年
- 聖魔戰紀2（日语：スペクトラルフォース）（希風）
- Battle Tryst（日语：バトルトライスト）

1999年
- 人偶情緣

2001年
- WEAK NESS HERO TORAUMAN（日语：ウィークネスヒーロー トラウマン）（蒲公英）

2002年
- 異域傳說 首部曲 權力意志（范達卡姆）

2003年
- 惡魔城 無罪的嘆息（馬提亞斯·克洛克維斯特）

2004年
- 超級機器人大戰MX（北辰眾）

2005年
- 鋼之鍊金術師3：繼承神的少女（伊吉·多力卡）

2009年
- 心狠手辣 -續聖魔戰記-（日语：スペクトラルフォース）（希風）

2010年
- 異域神劍（范達姆）

2020年
- 異度神劍 終極版（范達姆）

### 外語配音

#### 電影
- 瘋狂謀殺計劃（英语：2 Days in the Valley）（羅伊·福克斯〈彼得·霍頓（英语：Peter Horton）〉）

#### 動畫
- 湯瑪士小火車（史莫傑、高山鐵路的客車們）

### 特攝影集
1993年
- 電光超人古立特（忍者怪獸史隆比拉的聲音）

1996年
- 卡美拉2 雷吉翁襲來（同時通譯）
- B-Fighter Kabuto（毒鰭獸歐科桀桀桀的聲音）

1997年
- 超人力霸王迪卡（亞特蒂斯號通信士的聲音）
- 電磁戰隊百萬連者（龍蝦扭曲的聲音）

1999年
- 卡美拉3 邪神覺醒（同時通譯）

### CD
- animateCD精選 裝甲戰士（日语：サイバーボッツ）（實況播報員）
- CD廣播劇精選集 三國志（日语：CDドラマコレクションズ 三國志）（孫乾公祐、張魯公祺）
- G Fantasy漫畫CD精選 聖火降魔錄 暗黑龍與光之劍（親信）
- 街 第Q之男 ～Q是question的Q～（日语：街 〜運命の交差点〜#ラジオドラマ）（八瀨田）
- 水晶國傳說 ～起程的冒險者們～（日语：クリスタニア）（藍德爾）

### 解說
- FNN超級新聞（日语：FNNスーパーニュース）（負責週一至週五新聞、文化表演藝術部分解說）
- 鬧鐘電視 解說單元（鬧鐘教授）
- Telecom World（日语：テレコンワールド）（解說旁白）
- 紐約直達車（解說旁白）

### 旁白
- SUKKIRI!!（日语：スッキリ (テレビ番組)）（日本電視台）
- Wide！Scramble（日语：ワイド!スクランブル）（朝日電視台）
- 日立 發現世界不可思議的地方！（日语：日立 世界・ふしぎ発見!）（TBS）重現影像演出
- 美的巨人們（東京電視台）

### 舞台
- 阿瑪迪斯（英语：Amadeus (play)）（松竹)
- 玄宗與楊貴妃（松竹）
- 玉三郎 演出「羅密歐與茱麗葉」（松竹）
- 真砂屋阿峰（東寶）
- 細雪（東寶）
- 日本Phil交響樂團暑期音樂會（Maimu）

### 活動
- 東京玩具展（日语：東京おもちゃショー）（美泰兒芭比娃娃展位主持人）
- 東京瓦斯大商談會 主持人
- 石油活性化中心展示會 主持人
- 世界旅行博（日语：世界旅行博）（日本航空展示會主持人）

### 其它
- 大搜查線 THE MOVIE（日语：踊る大捜査線 THE MOVIE）

## 腳註

## 外部連結
- 風間信彥｜青二Production （日語）